# روزماري ديكامب
روزماري ديكامب (بالإنجليزية: Rosemary DeCamp)‏ هي ممثلة أمريكية، ولدت في 14 نوفمبر 1910 ببريسكوت في الولايات المتحدة، وتوفيت في 20 فبراير 2001 بشاطئ نيوبورت في الولايات المتحدة بسبب ذات الرئة.

## أعمال

### أفلام
- (1941) احتضن الفجر العائد
- (1942) كتاب الأدغال
- (1942) يانكي دودل داندي
- (1943) هذا جيشي
- (1945) دماء على الشمس

## وصلات خارجية
- روزماري ديكامب على موقع IMDb (الإنجليزية)
- روزماري ديكامب على موقع ألو سيني (الفرنسية)
- روزماري ديكامب على موقع أول موفي (الإنجليزية)
- روزماري ديكامب على موقع قاعدة بيانات برودواي على الإنترنت (الإنجليزية)
- روزماري ديكامب على موقع قاعدة بيانات الأفلام السويدية (السويدية)
- روزماري ديكامب على موقع إن إن دي بي (الإنجليزية)
- روزماري ديكامب على موقع ديسكوغز (الإنجليزية)
- روزماري ديكامب على موقع قاعدة بيانات الفيلم (الإنجليزية)
- روزماري ديكامب على موقع كينوبويسك (الروسية)